# Ravenswood (serie televisiva)
Ravenswood è una serie televisiva statunitense di genere teen drama e thriller, trasmessa dal 22 ottobre 2013 al 4 febbraio 2014 sul network ABC Family.
La serie, ideata da I. Marlene King, Oliver Goldstick e Joseph Daugherty, è uno spin-off di Pretty Little Liars.
La serie è inedita in Italia.

## Trama
Ambientata nella fittizia Ravenswood, Pennsylvania, non molto distante dalla Rosewood della serie madre, la trama vede come protagonisti cinque estranei, tra cui Caleb Rivers, le cui vite sono connesse tra loro a causa di una maledizione mortale che si abbatte sulla città  da anni.

## Episodi
È stata prodotta solamente una stagione ma gli ascolti non sono stati elevati, le serie è stata cancellata dopo soli 10 episodi trasmessi, il 14 febbraio 2014.
| Stagione       | Episodi | Prima TV USA | Prima TV Italia |
| -------------- | ------- | ------------ | --------------- |
| Prima stagione | 10      | 2013-2014    | inedita         |

## Personaggi e interpreti

### Personaggi principali
- Caleb Rivers, interpretato da Tyler Blackburn.
- Miranda Collins, interpretata da Nicole Anderson.
- Remy Beaumont, interpretata da Britne Oldford.
- Luke Matheson, interpretato da Brett Dier.
- Olivia Matheson, interpretata da Merritt Patterson.
- Raymond Collins, interpretato da Steven Cabral.

### Personaggi secondari
- Carla Grunwald, interpretata da Meg Foster.
- Rochelle Matheson, interpretata da Laura Allen.
- Benjamin Price, interpretato da Justin Bruening.
- Simon Beaumont, interpretato da Henry Simmons.
- Terry Beaumont, interpretata da Sophina Brown.
- Dillon, interpretato da Luke Benward.
- Tess, interpretata da Haley Lu Richardson.

### Guest star
- Hanna Marin, interpretata da Ashley Benson.

## Produzione
Il 26 marzo 2013 ABC Family, rinnovando Pretty Little Liars per una quinta stagione, ha annunciato la produzione dello spin-off, Ravenswood, il cui debutto è stato programmato per il seguente mese di ottobre, dopo l'episodio speciale per Halloween della serie madre.

### Casting
Il 30 aprile 2013 è stato reso noto che Tyler Blackburn continuerà ad interpretare il suo ruolo di Caleb Rivers sia in Pretty Little Liars, sia in Ravenswood. Il 6 maggio Brett Dier e Elizabeth Whitson si uniscono al cast nel ruolo dei due gemelli Luke e Olivia. Il 7 maggio Merritt Patterson è stata scritturata per il ruolo di Tess, ex migliore amica di Olivia. Successivamente la Whitson viene rimossa dal cast e sostituita dalla stessa Merritt Patterson, nel ruolo di Olivia Matheson. Ad interpretare il ruolo ricorrente di Tess sarà Haley Lu Richardson. Il 10 maggio viene scritturata anche Nicole Anderson, per il ruolo di Miranda.
Sempre durante il mese di maggio, Meg Foster si unisce al cast secondario per il ruolo di Mrs. Grunwald; l'attrice fa la sua prima apparizione nel sesto episodio della quarta stagione di Pretty Little Liars, in cui è introdotta per la prima volta la città di Ravenswood.
Inoltre, Ashley Benson appare come guest star nel quinto e nel decimo (e ultimo) episodio, interpretando Hanna Marin, suo ruolo anche in Pretty Little Liars.

### Riprese
Le riprese sono iniziate il 21 agosto 2013 a New Orleans, in Louisiana.